# Reprezentacja Hebrydów w piłce nożnej mężczyzn
Piłkarska reprezentacja Hebrydów Zewnętrznych w piłce nożnej – zespół, reprezentujący Hebrydy Zewnętrzne (Szkocja), jednak nie należący do FIFA, ani UEFA.

## Mecze międzynarodowe
| Data       | Miejsce            | Drużyna            | Wynik | Rywal      |
| ---------- | ------------------ | ------------------ | ----- | ---------- |
| 11.07.2005 | Szetlandy          | Hebrydy Zewnętrzne | 1 – 2 | Guernsey   |
| 12.07.2005 | Szetlandy          | Hebrydy Zewnętrzne | 4 – 4 | Grenlandia |
| 13.07.2005 | Szetlandy          | Hebrydy Zewnętrzne | 0 – 0 | Anglesey   |
| 14.07.2005 | Szetlandy          | Hebrydy Zewnętrzne | 5 – 4 | Orkady     |
| 15.07.2005 | Szetlandy          | Hebrydy Zewnętrzne | 4 – 0 | Man        |
| 15.09.2006 | Hebrydy Zewnętrzne | Hebrydy Zewnętrzne | 3 – 1 | Szetlandy  |
| 01.07.2007 | Rodos              | Hebrydy Zewnętrzne | 2 – 1 | Gotlandia  |
| 02.07.2007 | Rodos              | Hebrydy Zewnętrzne | 3 – 1 | Gotlandia  |
| 04.07.2007 | Rodos              | Hebrydy Zewnętrzne | 0 – 1 | Rodos      |
| 05.07.2007 | Rodos              | Hebrydy Zewnętrzne | 1 – 0 | Bermudy    |
| 29.08.2008 | Szetlandy          | Hebrydy Zewnętrzne | –     | Szetlandy  |

## Kadra 2009[1]
The following players were in the Island Games squad in 2009.
- (GK) Colin Macritchie (Stornoway Athletic)
- (GK) Martin MacPhee (Stornoway Athletic)
- Ross Hall (Back FC)
- Scott Maciver (Stornoway Athletic)
- Michael Mackay (Back FC)
- Donald Mackay
- Martin Maclean (Back FC)
- Murdo Maclennan (Back FC)
- Kenneth Maclennan (Carloway FC)
- Euan Macleod
- David Macmillan (Lochs FC)
- Donal MacPhail (West Side FC)
- Niall Gibson (Lochs FC)
- Stuart MacPherson (Point FC)
- Andrew Dunn (Lochs FC)
- John Morrison
- Andrew Murray
- Duncan Steele